# Banque Physique et Technologie

Le logo de la banque physique et technologie.

La Banque Filière PT est un concours commun d’entrée dans 121 écoles d’ingénieurs françaises et une marocaine, destiné aux étudiants en classe préparatoire aux grandes écoles (CPGE) physique et technologie (PT). La quasi-totalité des écoles d'ingénieurs recrutant sur cette filière passent par cette banque d'épreuves.

## Présentation
La banque physique et technologie est mise à disposition de toutes les écoles d'ingénieurs françaises recrutant des candidats issus de la classe préparatoire aux grandes écoles physique et technologie. Elle a été mise en œuvre par le concours commun Mines-Ponts, le concours École Polytechnique, le concours ENS, le concours Centrale-Supélec, les concours communs polytechniques et le concours e3a. La gestion des dossiers d'inscription et l'organisation des épreuves écrites est gérée par les Arts et Métiers ParisTech. Quant aux épreuves orales, elles sont assurées conjointement par les Arts et Métiers et l'ENS de Cachan. Néanmoins, les décisions d'admissibilité (après les épreuves écrites) et d'admissions (après les épreuves orales et pratiques) sont prises par les jurys des différents concours.
Chaque année, environ 2 000 places sont offertes dans 121 écoles d’ingénieurs françaises différentes  et Centrale Casablanca au Maroc.

## Détail des épreuves

### L'admissibilité
Cette première sélection se fait par le biais d'au plus 13 épreuves écrites :
- Mathématiques (4 heures chacune) :
  - Mathématiques A : algèbre linéaire et probabilités.
  - Mathématiques B : algèbre bilinéaire et géométrie.
  - Mathématiques C : analyse.
- Physique-chimie :
  - Physique A : porte sur l'intégralité du programme (4 heures).
  - Physique B : exclusivement thermodynamique et chimie (deux demi-épreuves de 2 heures chacune).
- Sciences industrielles :
  - Sciences industrielles A et C : épreuves pluridisciplinaires sur l'intégralité du programme (automatisme, mécanique, résistance des matériaux, productique et construction mécanique) s'appuyant sur l'étude d'un système mécanique ou industriel (5 et 6 heures).
  - Sciences industrielles B : conception d'un système mécanique, évaluant les compétences en dessin technique (6 heures).
- Informatique et modélisation : épreuve pluridisciplinaire s'appuyant sur un système à modéliser et simuler (4 heures).
- Français-philosophie (4 heures chacune) :
  - Français A : dissertation sur les œuvres au programme.
  - Français B : résumé d'un texte philosophique et dissertation.
- Langues vivantes étrangères (trois heures chacune) :
  - LV A : synthèse à partir d'un dossier thématique.
  - LV B : contraction croisée d'un texte, puis expression écrite.

Chaque école du concours commun attribue ses propres coefficients aux différentes épreuves, en adéquation avec le profil de candidats recherchés. Selon les écoles auxquelles le candidat a postulé, il n'a pas à passer toutes les épreuves.
Après correction de ces épreuves, les candidats dont la note dépasse une certaine barre sont déclarés admissibles, et doivent (en général) réussir ensuite les épreuves d'admission pour intégrer une école.
Les épreuves écrites se déroulent généralement sur deux semaines au mois de mai.
Sont admissibles tous les candidats ayant obtenu une moyenne supérieure ou égale à la moyenne minimale fixée par le jury. Les étudiants admissibles doivent alors passer des épreuves orales et pratiques.

### L'admission
Les épreuves orales et pratiques se déroulent chaque année entre fin juin et début juillet.
L'épreuve de TIPE / ADS est commune à toutes les écoles, bien que certaines n'en tiennent pas compte ou organisent un entretien ou une épreuve d'ADS indépendants. Elle se déroule à l'IUT Paris Descartes.
Les candidats doivent passer au plus huit épreuves, organisées dans différents centres, :
- Mathématiques :
  - Mathématiques I (30 minutes, à l'ENS de Cachan).
  - Mathématiques II et algorithmique (1 heure + 30 minutes de préparation, aux Arts et Métiers ParisTech de Paris).
- Sciences physiques :
  - TP de physique (3 heures à l'ENS de Cachan).
  - Physique-chimie (30 minutes + 30 minutes de préparation, à l'ENS de Cachan).
- Sciences industrielles :
  - TP de sciences industrielles I (4 heures à l'ENS de Cachan).
  - Sciences industrielles II (1 heure + 50 minutes de préparation, aux Arts et Métiers ParisTech de Paris).
- Langue vivante étrangère obligatoire (20 minutes + 20 minutes de préparation, aux Arts et Métiers ParisTech de Paris).
- Langue vivante étrangère facultative (15 minutes + 15 minutes de préparation, aux Arts et Métiers ParisTech de Paris).

Selon les concours auxquels ils sont inscrits, les candidats ne passent pas forcément toutes ces épreuves.
En outre, certaines écoles imposent de passer des oraux spécifiques. Par exemple, l'école polytechnique ajoute trois épreuves : sport, informatique et analyse de documents (ADS).

## Les écoles

### Concours École polytechnique
- École polytechnique

### ConcoursENS
- ENS Paris-Saclay
- ENS de Rennes

### Concours Centrale-Supélec
- CentraleSupélec
- École nationale supérieure d'arts et métiers (ENSAM)
- École centrale de Lille
- École centrale de Lyon
- École centrale de Nantes
- École centrale de Marseille
- École centrale de Casablanca
- Institut d'optique Graduate School de Palaiseau (SupOptique)

### Concours commun Mines-Ponts
- École nationale supérieure des mines de Paris
- École nationale supérieure des mines de Saint-Étienne
- École nationale supérieure des mines de Nancy
- École des Ponts ParisTech
- Institut supérieur de l'aéronautique et de l'espace (ISAE-SUPAERO)
- ENSTA ParisTech
- Télécom ParisTech (cursus de Paris ou de Sophia Antipolis)
- Télécom Bretagne (cursus de Brest, Rennes, Toulouse ou Sophia Antipolis)

### Concours Mines-Télécom(CMT)
- École nationale supérieure des mines de Saint-Étienne : cycle ISMIN, à Gardanne
- École nationale supérieure des mines d'Albi-Carmaux
- École nationale supérieure des mines d'Alès
- École nationale supérieure des mines de Douai
- École nationale supérieure des mines de Nantes
- École nationale supérieure de génie industriel de Marne-la-Vallée (ENSG-Géomatique)
- École nationale supérieure de sciences appliquées et de technologie de Lannion (ENSSAT)
- Télécom Nancy
- Télécom Physique Strasbourg
- Télécom Saint-Étienne : formation initiale ou par alternance
- Télécom SudParis

### Concours commun des instituts nationaux polytechniques(CCINP)
- École nationale supérieure de mécanique et des microtechniques de Besançon (ENSMM)
- École nationale supérieure d'électronique, informatique, télécommunications, mathématiques et mécanique de Bordeaux (ENSEIRB-MATMECA)
- École nationale supérieure d'ingénieurs de Caen (ENSICAEN)
- École internationale des sciences du traitement de l'information (EISTI Paris ou Pau)
- Institut supérieur d'informatique, de modélisation et de leurs applications de Clermont-Ferrand (ISIMA)
- École nationale supérieure de physique, électronique et matériaux « Phelma »
- École nationale supérieure d'informatique et de mathématiques appliquées de Grenoble (ENSIMAG)
- École nationale supérieure de l'énergie, l'eau et l'environnement (Ense3)
- École internationale du papier, de la communication imprimée et des biomatériaux « Pagora »
- École nationale supérieure en systèmes avancés et réseaux (Esisar)
- École nationale supérieure de céramique industrielle de Limoges (ENSCI)
- École supérieure chimie physique électronique de Lyon (CPE Lyon)
- École nationale supérieure d'électricité et de mécanique de Nancy (ENSEM)
- Institut supérieur de mécanique de Paris (Supméca Paris)
- École nationale supérieure de mécanique et d'aérotechnique de Poitiers (ISAE-ENSMA)
- École nationale supérieure d'ingénieurs de Poitiers (ENSIP)
- École nationale supérieure d'électrotechnique, d'électronique, d'informatique, d'hydraulique et des télécommunications de Toulouse (ENSEEIHT)
- École nationale supérieure d'ingénieurs en informatique, automatique, mécanique, énergétique et électronique de Valenciennes (ENSIAME)
- SeaTech à La Garde

### Concours commun e3a
- École nationale supérieure de l'infrastructure militaire (ENSIM)
- École nationale supérieure de l'électronique et de ses applications de Cergy (ENSEA)

### Concours Polytech
- Réseau Polytech (Marseille, Clermont-Ferrand, Annecy-Chambéry, Dijon , Grenoble, Lille, Lyon, Montpellier, Nantes, Nice-Sophia, Orléans, Tours, Paris UPMC, Paris-Sud)
- École nationale supérieure d'ingénieurs du Mans (ENSIM)
- École nationale supérieure d'ingénieurs de Reims (ENSIReims)
- École supérieure d'ingénieurs Réunion océan Indien (ESIROI)
- École supérieure d'ingénieurs de l'université de Caen Basse-Normandie (ESIX Normandie)
- École supérieure des sciences et technologies de l'ingénieur de Nancy (ESSTIN)
- Institut supérieur de l'automobile et des transports de Nevers (ISAT)
- Institut supérieur des bio-sciences de Paris (ISBS)
- Institut supérieur d'études logistiques du Havre (ISEL)
- Institut supérieur d'ingénieurs de Franche-Comté (ISIFC)
- École d'ingénieurs ISIS
- Institut des sciences et techniques de l'ingénieur d'Angers (ISTIA)
- Institut des sciences et techniques des Yvelines (ISTY)
- Institut Galilée de Villetaneuse (Sup Galilée)
- Université Paris-Est-Créteil-Val-de-Marne (UPEC)

### ConcoursFESICPrépa
- École catholique d'arts et métiers (ECAM) : Lyon, Rennes ou Strasbourg
- École d'électricité, de production et des méthodes industrielles de Cergy-Pontoise (ECAM-EPMI)
- École supérieure angevine d'informatique et de productique (ESAIP)
- École supérieure d'électronique de l'Ouest (ESEO)
- Hautes études d'ingénieur de Lille (HEI)
- Institut supérieur de l'électronique et du numérique (ISEN) : Brest, Lille ou Toulon
- Institut supérieur d'électronique de Paris (ISEP)

### Autres écoles
- Institut d'ingénierie informatique de Limoges (3IL)
- École nationale d'ingénieurs de Tarbes (ENIT)
- École centrale d'électronique de Paris (ECE)
- École d'ingénieurs du monde numérique (ESIEA)
- École d'ingénieurs généralistes en informatique et technologies du numérique de Villejuif (EFREI)
- École d'ingénieurs du Littoral-Côte-d'Opale (EIPC)
- École nationale supérieure des mines de Douai en partenariat avec l'institut supérieur de plasturgie d'Alençon (ISPA)
- École nationale supérieure des arts et industries textiles de Roubaix (ENSAIT)
- École de l'air de Salon-de-Provence
- École d'ingénieurs en génie des systèmes industriels de La Rochelle (EIGSI)
- École nationale supérieure d'ingénieurs de Limoges (ENSIL)
- École nationale supérieure d'ingénieurs Sud-Alsace (ENSISA)
- École nationale supérieure des technologies et industries du bois d'Epinal (ENSTIB)
- Ex-école polytechnique féminine (EPF)
- École supérieure du bois de Nantes (ESB)
- École supérieure de fonderie et de forge de Sèvres (ESFF)
- École d'ingénieurs du monde numérique (ESIEA)
- École supérieure d'ingénieurs en électronique et électrotechnique d'Amiens et de Paris (ESIEE)
- École supérieure d'ingénieurs en génie électrique de Rouen (ESIGELEC)
- École supérieure d'ingénieurs en informatique et génie des télécommunications de Villejuif (ESIGETEL)
- École supérieure d'ingénieurs Léonard-de-Vinci de Paris-La Défense (ESILV)
- École supérieure d'ingénieurs des travaux de la construction de Caen (ESITC)
- École d'ingénieurs ESME-Sudria de Paris
- École supérieure des techniques aéronautiques et de construction automobile de Saint-Quentin-en-Yvelines et de Laval (ESTACA)
- École supérieure des technologies industrielles avancées de Bidart (ESTIA)
- École spéciale des travaux publics, du bâtiment et de l'industrie de Paris (ESTP)
- École nationale supérieure de génie industriel de Grenoble (ENSGI)
- École d'ingénieurs Sigma Clermont (ex IFMA et ENSCCF)
- Institut national des sciences appliquées Centre Val de Loire (INSA CVL)
- Institut supérieur des matériaux du Mans (ISMANS)
- Institut textile et chimique de Lyon (ITECH)

## Pour approfondir